# Catherine Bruhier
Catherine Bruhier (* 31. Mai 1972 in Britisch-Honduras, heute Belize) ist eine US-amerikanische Schauspielerin.

## Leben
Bruhier wurde in Belize geboren, zog aber mit ihrer Familie nach St. John, Kanada um. Mit 17 Jahren übersiedelte sie nach Toronto, dort studierte sie an der Toronto Universität und York-Universität Schauspielerei.
1990 begann sie ihre Schauspielkarriere mit Kats and Dogs. Bekannt wurde sie in der Serie Ein Mountie in Chicago, in der Bruhier die Elanie Besbriss verkörperte. 2003 produzierte und führte sie Regie in dem Kurzfilm The Sacrifice.
Im selben Jahr am 19. Juli 2003 heiratete Bruhier den Darsteller Steve Pacini.

## Filmografie (Auswahl)
- 1990: Katts & Dogs
- 1990: First Resort
- 1991: Science Crazed
- 1991–1992: Top Cops
- 1992–1993: Polka Dot Door
- 1993: A Variation on the Key 2 Life
- 1990–1993: E.N.G
- 1994: Kung Fu – Im Zeichen des Drachen
- 1996: Nick Knight – Der Vampircop
- 1994–1996: Ein Mountie in Chicago
- 1998: Bram Stoker: Dark World
- 1998: Raven – Die Unsterbliche
- 1999: The 4th Floor – Haus der Angst
- 2001: Frauenpower
- 2001–2002: Port Charles
- 2002: Frasier
- 2003: Charlie Lawrence
- 2003: Positive Attitude
- 2003: Missing – Verzweifelt gesucht
- 2003: Yes, Dear
- 2004: Soul Food
- 2006: Angela Henson – Das Auge des FBI
- 2007: For Lease
- 2009: Footprints
- 2010: Sofia
- 2023: Maya – Jeder Mensch hat EINEN Preis (Maya)
- 2024: A Season to Remember (Fernsehfilm)